# Christoffer Carlsson (scrittore)
Christoffer Carlsson (Halmstad, 1986) è uno scrittore svedese.

## Biografia
Ha pubblicato due libri intitolati Fallet Vincent Franke, tradotto in italiano con il titolo di Lo strano caso di Stoccolma e Den enögda kaninen in italiano La casa segreta in fondo al bosco pubblicati entrambi in Italia da Newton Compton. Il primo libro è entrato tra i libri più venduti in Italia di fine novembre 2010 per due volte e nella settimana 14-21 novembre è stato tra i più venduti a Milano oltre che a diventare un best seller. I suoi libri sono stati recensiti da alcuni quotidiani come Aftonbladet. I diritti per il suo primo libro sono stati venduti in cinque paesi.
Nel 2013 ha vinto il Premio svedese per la letteratura gialla con il romanzo  	Den osynlige mannen från Salem.
Risiede a Stoccolma dove ha studiato criminologia all'Università di Stoccolma.

## Opere
Edizione originale
- Christoffer Carlsson, Fallet Vincent Franke, Piratförlaget, 2010, pp. 291
- Christoffer Carlsson, Den enögda kaninen, Piratförlaget, 2011, pp. 249.

Edizione italiana
- Christoffer Carlsson, Lo strano caso di Stoccolma, traduzione di Mattias Cocco, Newton Compton, pp. 318, Roma, 2010. ISBN 978-88-541-2228-4
- Christoffer Carlsson, La casa segreta in fondo al bosco, traduzione di Stefania Forlani, Newton Compton, Roma, pp. 350, 2011. ISBN 978-88-541-3202-3

Altre edizioni
- (NL)  Christoffer Carlsson, De vrouw die uit het niets kwam, traduzione di Rory Kraakman, Over De Geus, 2012 ISBN 9789044520378